# Channomuraena bauchotae
Channomuraena bauchotae is een straalvinnige vissensoort uit de familie van murenen (Muraenidae). De wetenschappelijke naam van de soort is voor het eerst geldig gepubliceerd in 1994 door Saldanha & Quéro.